# Josef Frais
Josef Frais (24. ledna 1946, Milenov – 10. ledna 2013, Hranice) byl český spisovatel-prozaik.

## Život
Narodil se jako třetí z pěti sourozenců. Vyučil se horníkem. Debutoval v 70. letech 20. století prózou Muži z podzemního kontinentu. Děj se odehrává v hornickém prostředí, tak jako většina autorových textů. Nejznámější autorovou hornickou ságou se stal román Šibík 505. Díla z let osmdesátých již kritika nikdy neocenila tak jako autorův vstup na literární scénu, kdy byl Frais srovnáván dokonce s Vladislavem Vančurou. Pozdní autorova tvorba byla označována proti tomu spíše za „dumasovskou“. Věnoval se tvorbě knih o meziválečných hercích a v posledních letech úspěšné sérii fiktivních válečných vzpomínek Helmutha Nowaka.
Kromě tohoto pseudonymu používal i mnoho jiných, jejich použití rozlišoval dle literárního žánru (rodokaps, román pro ženy atd.)